# Facțiunea Republicană (Războiul Civil Spaniol)
Facțiunea republicană (în spaniolă Bando republicano), cunoscută și sub numele de facțiunea loialistă (Bando leal) sau facțiunea guvernamentală (Bando gubernamental), a fost facțiunea din Războiul Civil Spaniol care a sprijinit guvernul celei de-A Doua Republici Spaniole împotriva facțiunii naționaliste a rebeliunii militare.
Numele de republicani (republicanos) a fost folosit în principal de membrii și susținătorii mișcării, în timp ce oponenții acestora foloseau termenul de Roșii (Rojos) pentru a se referi la ei, din cauza ideologiei de stânga a facțiunii, care includea și grupuri comuniste și anarhiste de extremă stângă. Porecla derivă și din faptul că au fost sprijiniți de Uniunea Sovietică (URSS). La începutul războiului, republicanii îi depășeau numeric pe naționaliști cu zece la unu, dar până în ianuarie 1937 acest avantaj a scăzut la patru la unu.

#### Frontul Popular

Frontul Popular

#### UGT

UGT

## Sprijin străin
Facțiunea republicană a primit cu greu sprijin extern din partea Aliaților, din cauza poziției Comitetului Internațional pentru Neintervenție. Sprijinul URSS iese însă în evidență, fundamental. La începutul războiului, Mexic, Franța și Polonia au contribuit cu cantități mari de material militar, dar și cu consilieri trimiși republicanilor. 
De asemenea, sprijinul din partea Brigăzilor Internaționale a fost și el de remarcat și foarte documentat și vizibil în perioada respectivă.

### Uniunea Sovietică
Uniunea Sovietică a fost principalul aliat al celei de-a Doua Republici Spaniole, contribuind cu tancuri și mașini blindate (în special tancul T-26, mașina blindată BA-6⁠(d) și tancul BT-5⁠(d)), sute de avioane, câteva sute de mii de arme de foc și piese de artilerie, precum și prin trimiterea de cantități uriașe de muniție și câteva sute de piloți, tancuri și marinari profesioniști. 
Iosif Stalin avea să ordone ulterior epurarea⁠(d) comuniștilor spanioli care erau antistaliniști. Partidul Comunist Stalinist din Spania a exterminat ulterior POUM⁠(d) (Partidul Muncitoresc al Unificării Marxiste), precum și pe anarhiștii din Catalonia .

### Mexic
Guvernul mexican a menținut relații bune cu Republica la începutul conflictului, iar președintele Lázaro Cárdenas⁠(d) a asigurat că este în totalitate solidar cu guvernul socialist spaniol, în fața armatei rebele. Pe lângă susținerea politică, solidaritatea societății mexicane față de Spania a fost imediată; muncitorii și sindicatele au făcut donații ambasadorului Spaniei. Guvernul Cárdenas, spre deosebire de celelalte țări, nu a aderat la Comitetul Internațional de Neintervenție și, prin urmare, fiind astfel singura țară care a acordat forțelor guvernamentale un ajutor oficial în timpul războiului civil. 
A trimis aproximativ 28 de milioane de cartușe de muniție, 28.000 de puști, 70 de tunuri antiaeriene, aproximativ 55 de avioane (cu precădere franceze) și alimente, iar după război a oferit azil miilor de veterani și de intelectuali republicani exilați. 
Cu toate acestea, mulți dintre cetățenii mexicani și un grup de țărani, porecliți Cristeros, au fost de partea lui Franco și a naționaliștilor.

### Franța
La începutul războiului, Franța, de asemenea cu un guvern de front popular, a luat decizia de a trimite materiale de război către A Doua Republică Spaniolă (în cea mai mare parte datorită acordurilor semnate pentru vânzarea de arme, din cauza prieteniei dintre guverne și pentru a scăpa de materialul învechit din Primul Război Mondial). La 30 iulie, primul transport de arme pentru Republică a sosit din Franța prin Pirinei. Era format din câteva sute de puști cu tot cu muniție, șase tancuri Renault FT și mai multe bombardiere și avioane de vânătoare. În august 1936, pactul de neingerință a pus capăt acestui sprijin.

## Participanți

### Grupuri politice

#### Naționaliști

##### Basci
- Naționalismul Basc
  - Partidul Naționalist Basc
  - Acțiunea Naționalistă Bască

##### Catalani

Catalonia

- Naționalismul Catalan
  - Stânga Republicană a Cataloniei
  - Acțiunea Catalană Republicană
  - Statul Catalan⁠(d)

### Sindicate

CNT - FAI

CNT-FAI

### Armată

#### Armata Populară Republicană
În octombrie 1936, guvernul republican de la Vitoria a început un proces de reorganizare a unei armate fragmentate. Astfel, autodeclarata Armată Populară Republicană (spaniolă : Ejército Popular de la República, EPR) a ajuns să fie formată din unități ale Armatei Republicane Spaniole care au rămas loiale Republicii după rebeliunea naționalistă, dar și din membrii de miliție care au fost integrați în noua structură.

#### Alte ramuri
- Marina Republicană Spaniolă;
- Carabinerii: o unitate de poliție civilă, unde lovitura de stat fascistă din 1936 a găsit cel mai puțin sprijin;[3][4]
- Garda Civilă (Guardia Civil), facțiuni loiale, reorganizate ulterior în Garda Națională Republicană.
- Gărzile de Asalt⁠(d) (Guardias de Asalto)
- Forțele Aeriene Republicane Spaniole

#### Brigăzile Internaționale și alți voluntari străini

Brigăzile Internaționale

Cel puțin 40.000 de voluntari din 52 de națiuni, de obicei socialiști, comuniști sau anarhiști, au luptat de partea republicană.
Marea majoritate a acestora, aproximativ 32.000 de bărbați și femei, au făcut parte din Brigăzile Internaționale, organizate în strânsă colaborare cu Cominternul .
Aproximativ alți 3.000 de voluntari străini au luptat ca membri ai milițiilor sindicatului anarho-sindicalist CNT și ale partidului marxist și antistalinist POUM⁠(d). Cei care luptau cu POUM au inclus unul dintre cei mai faimoși veterani ai războiului, scriitorul George Orwell.

#### Armate regionale

Țara Bascilor

- Armata Bască
- Marina Auxiliară Bască
- Armata Populară a Cataloniei

## Sprijin extern direct

Statele Unite Mexicane

Guvernul mexican a susținut pe deplin și foarte public cauza guvernului de la Madrid și a republicanilor. Mexic a refuzat să asculte propunerile anglo-franceze de neintervenție. Președintele Lázaro Cárdenas⁠(d) a văzut războiul ca fiind similar cu propria revoluție din Mexic, ținând cont de faptul că și o parte a societății mexicane dorea o victorie naționalistă. 
Atitudinea Mexicului a oferit un imens confort moral Republicii, mai ales că marile guverne latino-americane (Argentina, Brazilia, Chile și Peru) au simpatizat mai mult sau mai puțin deschis cu naționaliștii. Ajutorul mexican ar fi putut însă să fie nesemnificativ din punct de vedere practic dacă granița cu Franța ar fi fost închisă și dacă Germania Nazistă și Italia Fascistă ar fi putut să furnizeze naționaliștilor o cantitate de arme mai de calitate, și mult peste puterea Mexicului. 
Mexic a oferit până la urmă un ajutor în valoare de 2.000.000 de dolari și o importantă asistență materială, care a inclus un număr mic de avioane fabricate americane, cum ar fi Bellanca CH-300 și Spartan Zeus⁠(d), care serviseră anterior în Forțele Aeriene Mexicane. Nu toate au ajuns la republicani.

### Uniunea Sovietică

Uniunea Republicilor Sovietice Socialiste

Uniunea Sovietică a oferit în primul rând asistență materială republicanilor, furnizând Spaniei 806 avioane, 362 de tancuri și 1.555 de piese de artilerie. URSS a ignorat embargoul Ligii Națiunilor și a vândut arme Republicii când puține alte națiuni ar fi făcut acest lucru, astfel devenind singura sursă importantă de arme grele a loialiștilor.
Iosif Stalin semnase, ca majoritatea marilor puteri de atunci, Acordul de Non-Intervenție de la începutul războiului civil, dar a decis să-l rupă. Cu toate acestea, spre deosebire de Hitler și Mussolini care au încălcat în mod deschis acordul, Stalin a încercat să facă acest lucru în secret. Acesta a creat o secțiune a armatei Uniunii Sovietice pentru a coordona o operațiune de ajutorare cu numele de cod X, dar cele mai multe dintre armele și artileria care au ajuns să fie trimise de sovietici erau vechituri. Stalin a folosit chiar și arme capturate în conflictele trecute. Totuși, echipament modern, precum tancurile BT-5⁠(d) și avioane de vânătoare I-16 au fost, în cele din urmă, furnizate republicanilor.
Multe dintre livrările sovieticilor s-au pierdut sau au fost mai mici decât ordonase Stalin. Acesta a anunțat operațiunea foarte din scurt, ceea ce a însemnat că multe arme au fost pierdute în procesul de livrare. În cele din urmă, când navele au plecat cu proviziile pentru republicani, călătoria a fost extrem de lentă. 

Stalin a ordonat constructorilor să includă punți false în proiectarea navelor, și astfel, odată ce nava părăsea portul, era necesar să-și schimbe pavilionul și să schimbe culorile unor părți exterioare pentru a evita capturarea de către naționaliști. În ciuda implicării de până atunci, în 1938, Stalin și-a retras trupele și tancurile, în mare parte din cauza politicii guvernului republican care devenise din ce în ce mai haotică și de neîncredere. Istoricul Hugh Thomas comentează:
[...] dacă ar fi putut să cumpere și să transporte arme mai bune de la producătorii americani, britanici sau francezi, membrii socialiști și republicani ai guvernului spaniol ar fi încercat să se descotorească de Stalin.
Republica a plătit armele sovietice cu rezervele de aur ale Băncii Spaniei, într-o afacere care avea să devină un subiect frecvent al propagandei franchiste ulterioare (vezi Aurul de la Moscova). Costul armelor sovietice a fost de peste 500 de milioane de dolari americani (conform prețurilor din 1936), adică 72% din rezerva de aur a Spaniei, care era a patra ca mărime din lume. Restul de 27%, în jur de 176 de tone, au fost transferate în Franța.
Uniunea Sovietică a trimis și un număr de consilieri militari în Spania (2.000–3.000). În timp ce trupele sovietice care luptau direct nu aveau mai mult de 500 de oameni deodată, voluntarii sovietici operau adesea tancuri și avioane republicane de fabricație sovietică, în special la începutul războiului. În plus, URSS a ordonat partidelor comuniste din întreaga lume să organizeze și să recruteze voluntari în Brigăzile Internaționale.

## Suport ambivalent

### Franța

Republica Franceză

Poziția francezilor față de Republica Spaniolă s-a caracterizat prin atitudinea lor ezitantă și ambivalentă. Astfel, guvernul Franței nu a trimis sprijin direct republicanilor și, spre sfârșitul războiului, a ajuns să se întoarcă împotriva lor, recunoscând în schimb statul franchist. Președintele Albert Lebrun⁠(d) s-a opus ajutorului direct, dar guvernul de stânga al prim-ministrului Léon Blum a simpatizat cu Republica. Acesta s-a gândit atât să trimită ajutor militar și tehnologie către republicani, inclusiv avioane, cât și să folosească marina franceză pentru a bloca Armata Spaniolă a Africii condusă de Franco de la trecerea din Marocul Spaniol în Spania. De asemenea, la izbucnirea războiului civil, guvernul republican și cel francez au discutat despre un potențial transfer de aeronave franceze către forțele guvernamentale.
Guvernul Blum se temea că succesul forțelor franchiste din Spania va avea ca rezultat crearea unui stat aliat Germaniei Naziste și Italiei Fasciste, care ar permite forțelor lor militare să-și construiască baze în Insulele Canare și Baleare. Politicienii de dreapta, însă, au auzit de intenția guvernului francez de a trimite sprijin militar republicanilor spanioli în război și s-au opus acțiunii printr-o campanie furibundă împotriva guvernului Blum.
Pe 27 iulie 1936, oficialii britanici discutaseră cu prim-ministrul Blum poziția lor față de război și l-au convins să nu trimită arme republicanilor. Prin urmare, la 27 iulie, guvernul francez a declarat că nu va trimite ajutor militar, tehnologie sau vreo forță militară. Cu toate acestea, Blum a precizat că Franța își rezervă dreptul de a oferi ajutor dacă dorește și și-a arătat, de asemenea, sprijinul pentru Republică, spunând:
„Am fi putut trimite arme guvernului republican, un guvern de altfel legitim...Nu am făcut asta pentru a nu oferi vreo motivație celor care ar fi tentați să dea arme rebelilor.”
Pe 1 august 1936, un miting pro-republican, care a adunat 20.000 de participanți, l-a confruntat pe Blum, cerându-i să trimită avioane spaniolilor. În același timp, acesta era lovit din plin de campania dreptei, care îl ataca pe Blum pentru sprijinul oferit Republicii.
Germania Nazistă l-a informat pe ambasadorul francez de la Berlin că vor trage Franța la răspundere dacă va sprijini ceea ce a fost descris drept „manevrele Moscovei”. În cele din urmă, la 21 august 1936, Franța, Regatul Unit și Italia (sub presiuni din partea primelor două state) au semnat Acordurile de Neintervenție în cadrul Războiului Civil Spaniol.
Cu toate acestea, guvernul Blum a oferit asistență militară republicanilor spanioli pe ascuns, furnizând avioane învechite Potez 54⁠(d), Dewoitine⁠(d) și Loire 46 Forțelor Aeriene Republicane Spaniole, din 7 august 1936 până în luna decembrie a aceluiași an. Adesea cu armamentul scos din uz, rămânând aproape inutile și, oricum, foarte vulnerabile, avioanele au ajuns rareori la trei luni de participare la misiuni aeriene.
De asemenea, până la 8 septembrie 1936, aeronavele puteau trece liber din Franța în Spania dacă erau cumpărate în alte țări.
Deși sprijinul ezitant și în mare măsură ineficient din partea Franței s-a încheiat în decembrie 1936, serviciile de informații germane au raportat lui Franco și facțiunii sale că armata franceză se angaja în discuții deschise despre intervenția în război. Se crede că, în 1938, Franco se temea de o intervenție militară a Franței ca și consecință a unei potențiale victorii franchiste în Spania, prin ocuparea Cataloniei, a Insulelor Baleare și a Marocului Spaniol.
Spre sfârșitul Războiului Civil, majoritatea navelor Marinei Republicane Spaniole au fost trimise în portul din Bizerte, în Protectoratul Francez al Tunisiei, unde flota a fost sechestrată de autoritățile franceze și mai târziu predată facțiunii naționaliste. Cu excepția câtorva membri ai echipajului, care au fost puși în serviciu de pază pe nave, marinarii spanioli și ofițerii lor au fost duși într-un lagăr de concentrare, lângă localitatea Meheri Zabbens⁠(d). Învinșii altor ramuri ale armatelor republicane, care au reușit să fugă din țară, au fost arestați de francezi și internați la rândul lor în alte lagăre din sudul Franței, cum ar fi cel din Argelès-sur-Mer, în care erau la un moment dat aproximativ 100.000 de prizonieri spanioli loialiști. 
De acolo, unii au reușit să plece în exil sau să se alăture armatelor Aliaților, pentru a lupta împotriva puterilor Axei. Alții au ajuns în lagăre de concentrare naziste.